# Сармсабун
Сармсабун (устар. Сарм-Сабун) — река в России, протекает по Нижневартовскому району Ханты-Мансийского автономного округа. Слиянием с рекой Глубокий Сабун образует реку Сабун, являясь её правой составляющей. Длина реки — 246 км, площадь водосборного бассейна — 3530 км².

## Притоки
(указано расстояние от устья)
- 24 км: река Липикъинкъёган (пр)
- 59 км: река Вашигайигол (лв)
- Вантьёган (пр)
- 73 км: река Сэйкоръёган (лв)
- 99 км: река Пурумсабун (пр)
- Тулумъёган (пр)
- Памынгъёган (лв)
- 154 км: река Сигатигол (лв)
- 168 км: река Западная (лв)
- 171 км: река Техилиимъёган (лв)
- 178 км: река Меллегъёган (лв)
- Карамса-Вялк (пр)
- 214 км: река Сейёган (пр)
- 224 км: река Ай-Сармсабун (пр)

## Данные водного реестра
По данным государственного водного реестра России относится к Верхнеобскому бассейновому округу, водохозяйственный участок реки — Вах, речной подбассейн реки — бассейн притоков (Верхней) Оби от Васюгана до Ваха. Речной бассейн реки — (Верхняя) Обь до впадения Иртыша.
Код объекта — 13011000112115200039252.